# ديفيد ريس سنيل
ديفيد ريس سنيل (بالإنجليزية: David Rees Snell)‏ مواليد 20 أغسطس 1966 في كانساس، الولايات المتحدة، هو ممثل أمريكي.

## روابط خارجية
- ديفيد ريس سنيل على موقع IMDb (الإنجليزية)
- ديفيد ريس سنيل على موقع ألو سيني (الفرنسية)
- ديفيد ريس سنيل على موقع أول موفي (الإنجليزية)
- ديفيد ريس سنيل على موقع قاعدة بيانات الفيلم (الإنجليزية)
- ديفيد ريس سنيل على موقع كينوبويسك (الروسية)